# Yamael, la ambición
Yamael, la ambición (estilizado en mayúsculas) es el segundo extended play del rapero argentino Acru. Fue publicado el 12 de junio de 2025 por DALE Play Records y 701 Records.

## Contexto y lanzamiento
El título y el enfoque del proyecto fue centrado en el pecado, la ambición y la oscuridad, llegando a conseguir una estética gótica. El proyecto contó con las colaboraciones de YSY A, Akapellah, Doly Flackko, T&K, Neo Pistea, Malandro, y Duki respectivamente. Los títulos «Padre nuestro» y «Rosa negra» fueron los promocionales del álbum.

## Lista de canciones
| YAMAEL, LA AMBICIÓN |                                  |               |          |  |
| N.º                 | Título                           | Productor(es) | Duración |  |
| 1.                  | «PRÓLOGO»                        |               | 2:02     |  |
| 2.                  | «PADRE NUESTRO» (con YSY A)      |               | 3:29     |  |
| 3.                  | «NUEVO BLUES» (con Akapellah)    |               | 3:22     |  |
| 4.                  | «SIN PAPELES» (con Doly Flackko) |               | 3:10     |  |
| 5.                  | «Y-INTERLUDIO»                   |               | 3:33     |  |
| 6.                  | «PRECIO A PAGAR» (con T&K)       |               | 2:52     |  |
| 7.                  | «VUDÚ» (con Neo Pistea)          |               | 3:05     |  |
| 8.                  | «ESTAMO EN ESA» (con Malandro)   |               | 2:55     |  |
| 9.                  | «Y-INTERLUDIO 2»                 |               | 1:53     |  |
| 10.                 | «ROSA NEGRA» (con Duki)          |               | 3:26     |  |